# Четырман (река)
Четырман — река в России, протекает по Башкортостану. Устье реки находится в 103 км по правому берегу реки Ашкадар. Длина реки составляет 13 км.

## Данные водного реестра
По данным государственного водного реестра России относится к Камскому бассейновому округу, водохозяйственный участок реки — Белая от города Салавата до города Стерлитамака, речной подбассейн реки — Белая. Речной бассейн реки — Кама.
Код объекта в государственном водном реестре — 10010200512111100018212.